# Jake Shields
Jake Sequoyah Shields (Mountain Ranch, 9 gennaio 1979) è un lottatore di arti marziali miste statunitense.
Combatte nella divisione dei pesi welter per la promozione WSOF.
In passato è stato campione dei pesi medi Strikeforce e Shooto, nonché l'ultimo campione Rumble on the Rock nella categoria dei 79 kg e il primo e ultimo campione dei pesi welter EliteXC.
Dal 2010 al 2014 ha combattuto nell'organizzazione Ultimate Fighting Championship, nella quale è stato un contendente al titolo dei pesi welter nel 2011, quando venne sconfitto dal campione in carica Georges St-Pierre, e venne licenziato con un record parziale di 4-3 quando era ancora classificato tra i primi quindici pesi welter della promozione.
Oltre alle cinture ottenute in varie discipline, Shields vanta un notevole curriculum di vittorie contro top fighter e leggende delle MMA tra cui Dan Henderson, Carlos Condit, Robbie Lawler, Demian Maia, Yushin Okami, Dave Menne e Paul Daley.
Nel submission grappling può vantare un terzo posto all'ADCC Submission Wrestling World Championship del 2005 nella categoria fino ai 77 kg e dal 2014 compete anche nell'organizzazione Metamoris.
Shields si è allenato intensamente con Cesar Gracie ed è membro dello "Scrap Pack", che include ex studenti di Cesar Gracie come Dave Terrell, Nick Diaz, Nate Diaz e Gilbert Melendez. Dopo la sua sconfitta con Akira Kikuchi ha vinto quindici incontri consecutivi nell'arco di sei anni, fino alla sua sconfitta contro St-Pierre.
Jake definisce il suo stile "American Jiu Jitsu". È vegetariano.

## Carriera nelle arti marziali miste
Tra le sue vittorie più importanti si trovano Martin Kampmann, Dan Henderson, Paul Daley, Hayato Sakurai, Dave Menne, Carlos Condit e Yushin Okami. Compilò una striscia di 15 vittorie consecutive, finendo otto dei suoi undici avversari prima di essere battuto da George St. Pierre. Ha battuto Nick Thompson per l'Elite XC Welterweight World Championship nel primo round con una guillotine Choke. Ha conquistato il vacante Strikeforce Middleweight World Championship vincendo per decisione unanime contro Jason 'Mayhem' Miller. Più recentemente ha battuto la leggenda del Pride Fighting Championships Dan Henderson il 17 aprile 2010, mantenendo il suo middleweight title.

### Strikeforce
A Strikeforce: Lawler vs. Shields combatté contro l'ultimo EliteXC's middleweight champion ed ex due volte ICON Sport middleweight champion a un peso catchweight di 182 libbre (83 kg). Lawler prese il centro della gabbia e sembrò a suo agio a combattere in piedi. Robbie Lawler nell'intervista post-match disse: "I suoi colpi erano buoni. Ha tirato un sacco di calci (...) Ha tirato molti pugni e di sicuro non era a disagio a lottare in piedi, questo è sicuro." Due minuti dopo l'inizio del primo round, Shields chiuse l'avversario in una guillotine choke finendolo al minuto 2:02.
At Strikeforce: Fedor vs. Rogers lottò contro Jason 'Mayhem' Miller per il vacante titolo dei pesi medi dopo che Cung Le abbandonò il titolo per perseguire la sua carriera di attore. Shields superò Miller per decisione unanime (49–46, 49–46 e 48–47) vincendo la cintura.
Shields difese con successo lo Strikeforce Middleweight Title, superando Dan Henderson il 17 aprile 2010 a Strikeforce on CBS. Nel post match ci fu una rissa quando Jason Miller entrò nella gabbia mentre Shields veniva intervista da Gus Johnson di CBS, strappandogli il microfono e chiedendo "Dov'è il mio rematch, amico?". Gilbert Melendez insultò Miller e Nick Diaz tirò il pugno che diede il via alla rissa. Il combattimento fu fermato dagli arbitri, membri dell'angolo di Dan Henderson e membri della security. Shields, Miller e altri quattro ricevettero tre mesi di sospensione e multe tra i 5.000 e i 7.500 dollari.

### Ultimate Fighting Championship
Shields fu inquadrato dalle videocamere accanto a Dana White al pay per view WEC 48. Dana White, mettendogli un braccio attorno al collo gridò "He's mine!" (è mio!) alimentando le voci di una sua firma con l'UFC. Jake Shields disse poi in un'intervista che la sua permanenza alla Strikeforce sarebbe dipesa dalla qualità degli incontri che la federazione gli avesse messo a disposizione. Lo stesso Dana White affermò in questa intervista che sarebbe stato disposto a pagare un'alta somma di denaro per strappare alla Strikeforce il suo campione.
Il 30 giugno, la Strikeforce rilasciò Shields durante il periodo di rinegoziazione del suo contratto. Shields allora iniziò i suoi colloqui con l'UFC, col suo manager e padre Jack Shields Sr. che disse che suo figlio desiderava lottare coi fighters al top dell'UFC, come Anderson Silva. Nel luglio 2010, fu riportato che Shields era vicino all'accordo con l'Ultimate Fighting Championship per competere nei pesi welter.
Shields fece il suo debutto in UFC contro Martin Kampmann il 23 ottobre 2010, a UFC 121: Lesnar vs. Velasquez.[13] Prima del debutto di Jake, Dana White disse che Shields sarebbe stato il più il più probabile candidato per una title shot per l'UFC Welterweight Championship tra il vincitore di Georges St-Pierre vs. Josh Koscheck se avesse battuto Martin Kampmann a UFC 121.
Georges St-Pierre vinse a UFC 124 contro Josh Koscheck. Shields affrontò St-Pierre per l'UFC Welterweight Championship il 30 aprile 2011 a UFC 129 a Toronto. Shields perse per decisione unanime (50–45, 48–47, 48–47).
Shields affrontò Jake Ellenberger il 17 settembre 2011, perdendo per KO tecnico al primo round. Questa fu la prima volta che Shields fu finito in oltre dieci anni di carriera.
Nel 2012 si riscatta subito in Giappone, vincendo ai punti contro Yoshihiro Akiyama.
Lo stesso anno torna a competere nella categoria dei pesi medi e sconfigge per decisione unanime Ed Herman.
Due mesi dopo l'incontro venne confermato il fatto che Shields utilizzò delle sostane proibite, e di conseguenza venne sospeso per 6 mesi e il risultato dell'ultimo incontro venne cambiato in "No Contest".
Nel 2013 riprende a combattere nella divisione dei pesi welter, ottenendo una dubbia vittoria ai punti su l'ex Strikeforce Tyron Woodley.
Fu discutibile ma comunque di immenso valore anche la successiva vittoria sul fuoriclasse di BJJ e top 10 di categoria Demian Maia, contro il quale Shields si impose con i punteggi 48-47, 47-48 e 48-47.
La striscia positiva di Shields s'interrompe nel 2014 contro l'ex campione dei pesi medi Bellator Hector Lombard che sconfigge con merito il nativo del Tennessee.
Dopo quella sconfitta l'UFC prese a sorpresa la decisione di licenziare il top fighter statunitense quando questi era ancora classificato come il contendente numero 11 nella divisione dei pesi welter: Shields terminò così la sua carriera un UFC con un record parziale di 4 vittorie, 3 sconfitte ed un "No Contest", una sfida per il titolo persa ed un parziale negli ultimi cinque incontri di 3-1 (1).

### World Series of Fighting
A poche settimane dal licenziamento operato per mano dell'UFC Shields trova una nuova opportunità firmando per la promozione emergente World Series of Fighting.
Avrebbe dovuto esordire nel luglio 2014 contro l'altro ex contendente al titolo dei pesi welter UFC Jon Fitch, ma proprio Shields s'infortunò e diede forfait.
Esordì in ottobre in Canada contro il campione della franchigia locale della WSOF Ryan Ford, vincendo per sottomissione al primo round: era dal giugno 2009 che Shields non finalizzava un avversario.
In novembre partecipò anche all'evento Metamoris V dell'organizzazione statunitense di jiu jitsu brasiliano e grappling Metamoris, dove affrontò il talentuoso Roberto Satoshi de Souza: l'incontro terminò in parità in quanto nessuno dei due atleti riuscì a sottomettere l'avversario.
Nel gennaio 2015 sottomette rapidamente l'ex UFC Brian Foster ed ottiene la possibilità di lottare per il titolo di categoria contro il campione in carica Rousimar Palhares.
L'incontro per il titolo avviene in agosto. Dopo aver dominato buona parte dell'incontro, Shields viene messo in difficoltà a causa di colpi illegali agli occhi da parte di Palhares il quale, sfruttando la situazione, nel terzo round riesce a vincere tramite una sottomissione al braccio, difendendo così il titolo dei pesi welter.

## Risultati nelle arti marziali miste
| Risultato  | Record      | Avversario        | Metodo                           | Evento                                      | Data               | Round | Tempo | Città                        | Note                                                    |
| ---------- | ----------- | ----------------- | -------------------------------- | ------------------------------------------- | ------------------ | ----- | ----- | ---------------------------- | ------------------------------------------------------- |
| Sconfitta  | 33-11-1 (1) | Ray Cooper III    | KO Tecnico (pugni)               | PFL 10                                      | 20 ottobre 2018    | 1     | 3:10  | Washington D.C, Stati Uniti  |                                                         |
| Vittoria   | 33-10-1 (1) | Herman Terrado    | Decisione (unanime)              | PFL 6                                       | 16 agosto 2018     | 3     | 5:00  | Atlantic City, Stati Uniti   |                                                         |
| Sconfitta  | 32-10-1 (1) | Ray Cooper III    | KO Tecnico (pugni)               | PFL 3                                       | 5 luglio 2018      | 2     | 2:09  | Washington D.C, Stati Uniti  |                                                         |
| Vittoria   | 32-9-1 (1)  | Danny Davis Jr.   | Decisione (unanime)              | PFL Everett                                 | 29 luglio 2017     | 5     | 5:00  | Everett, Stati Uniti         |                                                         |
| Sconfitta  | 31-9-1 (1)  | Jon Fitch         | Decisione (unanime)              | WSOF 34                                     | 31 dicembre 2016)) | 5     | 5:00  | New York, Stati Uniti        |                                                         |
| Sconfitta  | 31-8-1 (1)  | Rousimar Palhares | Sottomissione (kimura)           | WSOF 22: Palhares vs. Shields               | 1º agosto 2015     | 3     | 2:02  | Las Vegas, Stati Uniti       | Per il titolo dei Pesi Welter WSOF                      |
| Vittoria   | 31-7-1 (1)  | Brian Foster      | Sottomissione (rear naked choke) | WSOF 17: Shields vs. Foster                 | 17 gennaio 2015    | 1     | 2:51  | Las Vegas, Stati Uniti       |                                                         |
| Vittoria   | 30-7-1 (1)  | Ryan Ford         | Sottomissione (rear naked choke) | WSOF 14: Ford vs. Shields                   | 11 ottobre 2014    | 1     | 4:29  | Edmonton, Canada             | Debutto in WSOF                                         |
| Sconfitta  | 29-7-1 (1)  | Hector Lombard    | Decisione (unanime)              | UFC 171: Hendricks vs. Lawler               | 15 marzo 2014      | 3     | 5:00  | Dallas, Stati Uniti          |                                                         |
| Vittoria   | 29-6-1 (1)  | Demian Maia       | Decisione (non unanime)          | UFC Fight Night: Maia vs. Shields           | 9 ottobre 2013     | 5     | 5:00  | Barueri, Brasile             |                                                         |
| Vittoria   | 28-6-1 (1)  | Tyron Woodley     | Decisione (non unanime)          | UFC 161: Evans vs. Henderson                | 15 giugno 2013     | 3     | 5:00  | Winnipeg, Canada             |                                                         |
| No Contest | 27-6-1 (1)  | Ed Herman         | No Contest (doping)              | UFC 150: Henderson vs. Edgar II             | 11 agosto 2012     | 3     | 5:00  | Denver, Stati Uniti          | Incontro di Pesi Medi                                   |
| Vittoria   | 27-6-1      | Yoshihiro Akiyama | Decisione (unanime)              | UFC 144: Edgar vs. Henderson                | 26 febbraio 2012   | 3     | 5:00  | Saitama, Giappone            |                                                         |
| Sconfitta  | 26–6-1      | Jake Ellenberger  | KO (ginocchiata e pugni)         | UFC Fight Night: Shields vs. Ellenberger    | 17 settembre 2011  | 1     | 0:53  | New Orleans, Stati Uniti     |                                                         |
| Sconfitta  | 26–5-1      | Georges St-Pierre | Decisione (unanime)              | UFC 129: St-Pierre vs. Shields              | 30 aprile 2011     | 5     | 5:00  | Toronto, Canada              | Per il titolo dei Pesi Welter UFC                       |
| Vittoria   | 26–4-1      | Martin Kampmann   | Decisione (non unanime)          | UFC 121: Lesnar vs. Velasquez               | 23 ottobre 2010    | 3     | 5:00  | Anaheim, Stati Uniti         | Eliminatoria per il titolo dei Pesi Welter UFC          |
| Vittoria   | 25–4-1      | Dan Henderson     | Decisione (unanime)              | Strikeforce: Nashville                      | 17 aprile 2010     | 5     | 5:00  | Nashville, Stati Uniti       | Difende il titolo dei Pesi Medi Strikeforce             |
| Vittoria   | 24–4-1      | Jason Miller      | Decisione (unanime)              | Strikeforce: Fedor vs. Rogers               | 7 novembre 2009    | 5     | 5:00  | Hoffman Estates, Stati Uniti | Vince il titolo dei Pesi Medi Strikeforce               |
| Vittoria   | 23–4-1      | Robbie Lawler     | Sottomissione (ghigliottina)     | Strikeforce: Lawler vs. Shields             | 6 giugno 2009      | 1     | 2:02  | Saint Louis, Stati Uniti     | Debutto in Strikeforce                                  |
| Vittoria   | 22–4-1      | Paul Daley        | Sottomissione (armbar)           | EliteXC: Heat                               | 4 ottobre 2008     | 2     | 3:47  | Sunrise, Stati Uniti         | Difende il titolo dei Pesi Welter EliteXC               |
| Vittoria   | 21–4-1      | Nick Thompson     | Sottomissione (ghigliottina)     | EliteXC: Unfinished Business                | 26 luglio 2008     | 1     | 1:03  | Stockton, Stati Uniti        | Vince il titolo dei Pesi Welter EliteXC                 |
| Vittoria   | 20–4-1      | Mike Pyle         | Sottomissione (rear naked choke) | EliteXC: Renegade                           | 10 novembre 2007   | 1     | 3:39  | Corpus Christi, Stati Uniti  |                                                         |
| Vittoria   | 19–4-1      | Renato Verissimo  | KO Tecnico (pugni e gomitate)    | EliteXC: Uprising                           | 15 settembre 2007  | 1     | 4:00  | Honolulu, Stati Uniti        | Debutto in EliteXC                                      |
| Vittoria   | 18–4-1      | Ido Pariente      | Sottomissione (rear naked choke) | Dynamite!! USA                              | 2 giugno 2007      | 1     | 2:06  | Los Angeles, Stati Uniti     |                                                         |
| Vittoria   | 17–4-1      | Ray Steinbeiss    | Sottomissione (ghigliottina)     | Bodog Fight: Costa Rica Combat              | 18 febbraio 2007   | 1     | 1:29  | Costa Rica                   |                                                         |
| Vittoria   | 16–4-1      | Steve Berger      | KO Tecnico (pugni)               | FCP: Malice at Cow Palace                   | 9 settembre 2006   | 2     | 1:36  | San Francisco, Stati Uniti   |                                                         |
| Vittoria   | 15–4-1      | Carlos Condit     | Decisione (unanime)              | Rumble on the Rock 9                        | 21 aprile 2006     | 3     | 5:00  | Honolulu, Stati Uniti        | Vince il torneo dei Pesi Welter ROTR                    |
| Vittoria   | 14–4-1      | Yushin Okami      | Decisione (maggioranza)          | Rumble on the Rock 9                        | 21 aprile 2006     | 3     | 5:00  | Honolulu, Stati Uniti        | Torneo dei Pesi Welter ROTR, Semifinale                 |
| Vittoria   | 13–4-1      | Dave Menne        | Decisione (unanime)              | Rumble on the Rock 8                        | 20 gennaio 2006    | 3     | 5:00  | Honolulu, Stati Uniti        | Torneo dei Pesi Welter ROTR, Quarti di finale           |
| Vittoria   | 12–4-1      | Toby Imada        | Decisione (unanime)              | Kage Kombat                                 | 12 novembre 2005   | 3     | 5:00  | California, Stati Uniti      |                                                         |
| Sconfitta  | 11–4-1      | Akira Kikuchi     | Decisione (unanime)              | Shooto: Year End Show 2004                  | 14 dicembre 2004   | 3     | 5:00  | Tokyo, Giappone              | Perde il titolo dei Pesi Welter Shooto                  |
| Vittoria   | 11–3-1      | Ray Cooper        | Sottomissione (rear naked choke) | Shooto Hawaii: Soljah Fight Night           | 9 luglio 2004      | 1     | 3:29  | Honolulu, Stati Uniti        | Vince il titolo dei Pesi Welter Shooto                  |
| Parità     | 10–3-1      | Kazuo Misaki      | Parità                           | Pancrase: Hybrid 10                         | 30 novembre 2003   | 3     | 5:00  | Tokyo, Giappone              |                                                         |
| Vittoria   | 10–3        | Akira Kikuchi     | Decisione (unanime)              | Shooto: 8/10 in Yokohama Cultural Gymnasium | 10 agosto 2003     | 3     | 5:00  | Tokyo, Giappone              | Vince il titolo dei Pesi Welter Shooto sezione Pacifico |
| Vittoria   | 9–3         | Milton Vieira     | Decisione (unanime)              | Shooto: Midwest Fighting                    | 21 maggio 2003     | 3     | 5:00  | Hammond, Stati Uniti         |                                                         |
| Vittoria   | 8–3         | Hayato Sakurai    | Decisione (unanime)              | Shooto: Year End Show 2002                  | 14 dicembre 2002   | 3     | 5:00  | Chiba, Giappone              |                                                         |
| Sconfitta  | 7–3         | Ray Cooper        | Decisione (maggioranza)          | Warriors Quest'6: Best of the Best          | 3 agosto 2002      | 3     | 5:00  | Honolulu, Stati Uniti        |                                                         |
| Vittoria   | 7–2         | Robert Ferguson   | Decisione (unanime)              | GC 7: Casualties of War                     | 4 novembre 2001    | 2     | 5:00  | Colusa, Stati Uniti          | Vince il titolo dei Pesi Welter Gladiator Challenge     |
| Vittoria   | 6–2         | Jeremy Jackson    | Sottomissione (rear naked choke) | GC 6: Caged Beasts                          | 9 settembre 2001   | 1     | 2:03  | Colusa, Stati Uniti          |                                                         |
| Vittoria   | 5–2         | Tracy Hess        | Decisione (unanime)              | GC 3: Showdown at Soboba                    | 7 aprile 2001      | 2     | 5:00  | Friant, Stati Uniti          |                                                         |
| Vittoria   | 4–2         | Randy Velarde     | Sottomissione (rear naked choke) | GC 2: Collision at Colusa                   | 18 febbraio 2001   | 2     | 3:19  | Colusa, Stati Uniti          | Passa ai Pesi Welter                                    |
| Sconfitta  | 3–2         | Phillip Miller    | Decisione (unanime)              | IFC: Warriors Challenge 9                   | 18 luglio 2000     | 2     | 8:00  | Friant, Stati Uniti          |                                                         |
| Vittoria   | 3–1         | Shannon Ritch     | Sottomissione (strangolamento)   | Best of the Best                            | 4 maggio 2000      | 1     | 2:45  | Tempe, Stati Uniti           |                                                         |
| Sconfitta  | 2–1         | Marty Armendarez  | KO Tecnico (pugni)               | IFC: Warriors Challenge 6                   | 25 marzo 2000      | 1     | 7:34  | Friant, Stati Uniti          | Per il titolo dei Pesi Medi IFC                         |
| Vittoria   | 2–0         | Brian Warren      | Decisione (unanime)              | CFF: The Cobra Challenge 1999               | 11 dicembre 1999   | 1     | 10:00 | Anza, Stati Uniti            |                                                         |
| Vittoria   | 1–0         | Paul Harrison     | KO Tecnico (pugni)               | CFF: The Cobra Qualifier 1999               | 23 ottobre 1999    | 1     | 3:22  | Anza, Stati Uniti            |                                                         |